# Đại sứ quán Vương quốc Liên hiệp Anh tại Việt Nam Cộng hòa
Đại sứ quán Vương quốc Liên hiệp Anh tại Việt Nam Cộng hòa (tiếng Anh: Embassy of the United Kingdom in the Republic of Vietnam), thường gọi là Đại sứ quán Anh tại Nam Việt Nam, là cơ quan đại diện ngoại giao do Vương quốc Liên hiệp Anh thành lập tại thủ đô Sài Gòn của Việt Nam Cộng hòa. Cơ quan này đóng cửa vào ngày 21 tháng 3 năm 1975, một tháng trước khi Sài Gòn thất thủ.

## Lịch sử
Ban đầu cơ quan này được gọi là Công sứ quán Vương quốc Liên hiệp Anh tại Quốc gia Việt Nam. Công sứ quán chính thức thành lập vào năm 1950 rồi về sau được nâng cấp thành Đại sứ quán vào năm 1954. Sau khi chính thể Việt Nam Cộng hòa khai sinh vào ngày 26 tháng 10 năm 1955, cơ quan này được đổi tên thành Đại sứ quán Vương quốc Liên hiệp Anh tại Việt Nam Cộng hòa và hoạt động cho đến khi đóng cửa vào ngày 21 tháng 3 năm 1975.

## Danh sách Đại sứ

### Công sứ Anh tại Quốc gia Việt Nam (1950–1954)
Năm 1949, chính phủ Anh thiết lập quan hệ ngoại giao với chính phủ Quốc gia Việt Nam. Năm 1950, Anh đã cử vị công sứ thường trú đầu tiên. Đến năm 1954 và 1956, cơ quan đại diện ngoại giao của hai nước được nâng cấp từ công sứ quán lên đại sứ quán.
| Số | Tên gọi              | Bổ nhiệm | Nhậm chức            | Trình Quốc thư     | Từ chức              | Cấp bậc | Chức vụ                     | Ghi chú | Ghi chú |
| -- | -------------------- | -------- | -------------------- | ------------------ | -------------------- | ------- | --------------------------- | --- | ------- |
| 1  | Frank Stannard Gibbs |          | 16 tháng 11 năm 1950 |                    | 1951                 | Công sứ | Công sứ đặc mệnh toàn quyền | Ngày 2 tháng 7 năm 1947, ông được bổ nhiệm làm Tổng Lãnh sự Anh tại Sài Gòn. Ông còn là Công sứ Anh đầu tiên thiết lập quan hệ ngoại giao với Việt Nam Cộng hòa. Đồng thời từng là Công sứ Anh tại Campuchia và Lào. |         |
| 2  | Hubert Ashton Graves |          | 4 tháng 5 năm 1951   | 5 tháng 6 năm 1951 | 26 tháng 10 năm 1954 | Công sứ | Công sứ đặc mệnh toàn quyền | Ông từng là Công sứ Anh tại Campuchia và Lào cho đến năm 1954, và được thăng chức Đại sứ vào ngày 26 tháng 10 năm 1954.                                                                                              |         |

### Đại sứ Anh tại Quốc gia Việt Nam → Việt Nam Cộng hòa (1954–1975)
Năm 1954 và 1956, hai nước đã nâng cấp phái viên thường trú lên thành đại sứ.
| Số | Tên gọi                   | Bổ nhiệm | Nhậm chức            | Trình Quốc thư       | Từ chức             | Cấp bậc | Chức vụ                    | Ghi chú | Ghi chú |
| -- | ------------------------- | -------- | -------------------- | -------------------- | ------------------- | ------- | -------------------------- | --- | ------- |
| 1  | Hubert Ashton Graves      |          | 26 tháng 10 năm 1954 |                      | 1954                | Đại sứ  | Đại sứ đặc mệnh toàn quyền | Công sứ được thăng làm đại sứ, đại sứ đầu tiên sau khi thiết lập quan hệ ngoại giao giữa Anh và Nam Việt Nam.                                                   |         |
| 2  | Hugh Southern Stephenson  |          | 30 tháng 10 năm 1954 | 23 tháng 11 năm 1954 | 1957                | Đại sứ  | Đại sứ đặc mệnh toàn quyền | |         |
| 3  | Roderick Parkes           |          | 5 tháng 4 năm 1957   | 4 tháng 5 năm 1957   | 1960                | Đại sứ  | Đại sứ đặc mệnh toàn quyền | |         |
| 4  | Henry Hohler              |          | 1 tháng 3 năm 1960   | 31 tháng 3 năm 1960  | 1963                | Đại sứ  | Đại sứ đặc mệnh toàn quyền | |         |
| 5  | Gordon Etherington-Smith  |          | 1963                 |                      | 1966                | Đại sứ  | Đại sứ đặc mệnh toàn quyền | |         |
| 6  | Peter Wilkinson           |          | 1966                 |                      | 1967                | Đại sứ  | Đại sứ đặc mệnh toàn quyền | |         |
| 7  | Crawford Murray MacLehose |          | 1967                 |                      | 1969                | Đại sứ  | Đại sứ đặc mệnh toàn quyền | |         |
| 8  | John Moreton              |          | 1969                 |                      | 1971                | Đại sứ  | Đại sứ đặc mệnh toàn quyền | |         |
| 9  | Brooks Richards           |          | 1972                 | 5 tháng 2 năm 1972   | 1974                | Đại sứ  | Đại sứ đặc mệnh toàn quyền | |         |
| 10 | John Bushell              |          | 1974                 | 28 tháng 3 năm 1974  | 21 tháng 3 năm 1975 | Đại sứ  | Đại sứ đặc mệnh toàn quyền | Cuối cùng, ông kiêm nhiệm làm Đại sứ Anh tại Cộng hòa Khmer từ ngày 18 tháng 2 năm 1975, nhưng không tới nhậm chức được do Phnôm Pênh đang bị Khmer Đỏ vây hãm. |         |

### Ấn phẩm
- The international who's who, 1964-65 (bằng tiếng Anh) (ấn bản thứ 28). London: Europa Publications Limited. 1964. Truy cập ngày 22 tháng 9 năm 2022.
- Foreign Office (1957). The Foreign Office List and Diplomatic and Consular Year Book for 1957 (bằng tiếng Anh). London: Harrison and Sons LTD. Bản gốc lưu trữ ngày 22 tháng 9 năm 2022. Truy cập ngày 22 tháng 9 năm 2022.
- Foreign Office (1963). The Foreign Office List and Diplomatic and Consular Year Book for 1963. 135th Publication (bằng tiếng Anh). London: Harrison and Sons LTD. Truy cập ngày 22 tháng 9 năm 2022.
- The Diplomatic Service List 1975 (bằng tiếng Anh). London: Her Majesty' s Stationery Office. 1975. Bản gốc lưu trữ ngày 23 tháng 9 năm 2023. Truy cập ngày 23 tháng 9 năm 2023.
- Foreign Office (1949). The Foreign Office List And Diplomatic And Consular Year Book For 1949. 122nd Publication. London: Harrison and Sons LTD. Truy cập ngày 23 tháng 9 năm 2022.
- "MOUVEMENT DIPLOMATIQUE EN 1957". Le Vietnam et ses relations internationales: Vietnam in world affairs (bằng tiếng Pháp). 2 (1–4). Gouvernement de la République du Vietnam: 94. tháng 12 năm 1957. Bản gốc lưu trữ ngày 10 tháng 4 năm 2023. Truy cập ngày 10 tháng 4 năm 2023. 4 Mai : S.E. M. Roderick Wallis Parkes, Ambassadeur Extraordinaire et Plénipotentiaire du Royaume Uni, présenteses lettres de créance au Président Ngô  Dinh Diêm. Il succède à Sir Hugh Stephenson, nommé Consul Général à New-York.
- "DIPLOMATIC APPOINTEMENTS IN 1957". Le Vietnam et ses relations internationales: Vietnam in world affairs (bằng tiếng Anh). 2 (1–4). Government of the Republic of Vietnam: 176. tháng 12 năm 1957. Bản gốc lưu trữ ngày 10 tháng 4 năm 2023. Truy cập ngày 10 tháng 4 năm 2023. May 4 : H.E. Roderick Wallis Parkes, Ambassador extraordinary and plenipotentiary of the United Kingdom, who replaces Sir Hugh Stephenson, appointed Consul General in New-York, presents his credentials to President Ngo Dinh Diem.
- Liste des personnalités (bằng tiếng Pháp). Gouvernement de la République du Vietnam. 1963. tr. 177. Bản gốc lưu trữ ngày 10 tháng 4 năm 2023. Truy cập ngày 16 tháng 4 năm 2023.

### Trang web
- "Gibbs, Sir Frank Stannard". WHO'S WHO & WHO WAS WHO (bằng tiếng Anh). ngày 1 tháng 12 năm 2007. doi:10.1093/ww/9780199540884.013.U164498. Truy cập ngày 23 tháng 9 năm 2022.
- "Bushell, John Christopher Wyndowe". WHO'S WHO & WHO WAS WHO (bằng tiếng Anh). ngày 1 tháng 12 năm 2007. doi:10.1093/ww/9780199540884.013.U171472. Bản gốc lưu trữ ngày 20 tháng 3 năm 2018. Truy cập ngày 22 tháng 9 năm 2022.